# Besarábie

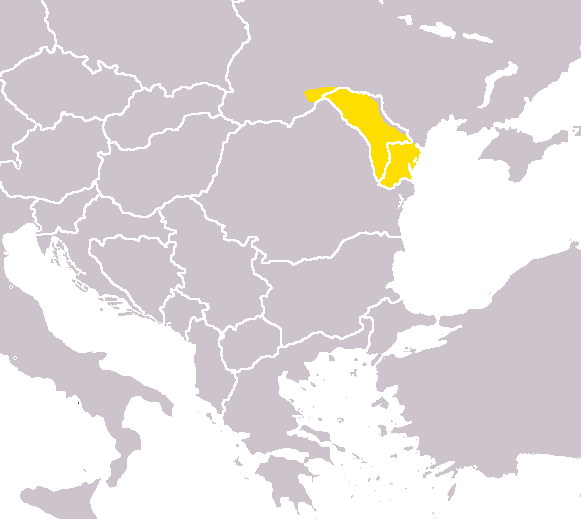
Besarábie v současné Evropě

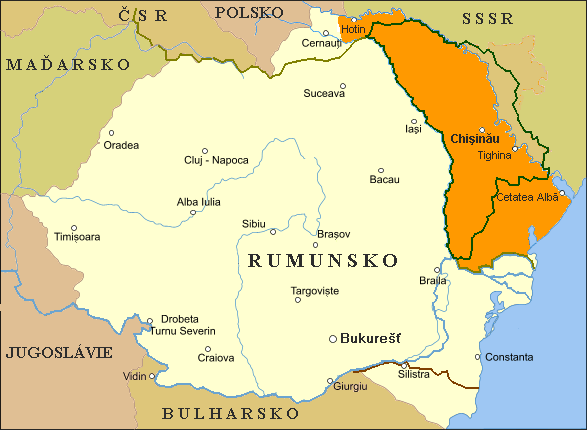
Besarábie jako součást meziválečného Velkého Rumunska

Besarábie (rumunsky Basarabia, ukrajinsky Бесарабія, rusky Бессарабия, bulharsky Бесарабия, turecky Besarabya, německy Bessarabien) je historické území ve východní Evropě tvořící východní část historické země Moldávie. V současné době je rozděleno mezi Moldavsko a Ukrajinu. Jihovýchod Besarábie ze nazývá Budžak. O Budžak je spor, zda je to samostatné území nebo součást Besarábie.
Pod heslem Basarabia e România („Besarábie je Rumunsko“) rumunští iredentisté a nacionalisté usilují o zpětné začlenění Besarábie do Rumunska.

## Poloha
Území je ohraničeno řekami Dněstr (na severu a východě), Dunaj (na jihu) a Prut (na západě) a Černým mořem (na jihovýchodě). Střední část Besarábie tvoří většinu území Moldavské republiky. Úzký pás na severu s městem Chotyn spadá pod ukrajinskou Černovickou oblast a Budžak čili jih Besarábie při Černém moři je součástí ukrajinské Oděské oblasti. Na jihu sousedí s Dobrudžou, na západě s Moldavskem a Bukovinou, na severovýchodě s ukrajinským Podolím.

## Etymologie
Podle tradičního vysvětlení pochází název Besarábie (rumunsky Basarabia) od jména valašské dynastie Basarabů, o níž se předpokládá, že vládla jižní části tohoto území ve 14. století. Někteří učenci však tuto teorii zpochybňují a tvrdí, že:
- tento název byl původně exonymem používaným západními kartografy;
- název Besarábie byl v místních pramenech poprvé použit až na konci 17. století Ruskem
- pověst, že se týkala moldavských oblastí poblíž Černého moře, rezolutně odmítl moldavský kronikář Myron Kostin, který je zastáncem označení Moldávie (nezaměňovat s moderním Moldavskem)

zmatek mohli způsobit středověcí západní kartografové, kteří si polské zmínky o Valašsku špatně vykládali jako tehdejší Besarábii jako název samostatného pozemku mezi Valašskem a Moldavskem.
Podle Dimitrije Kantemira byl název Besarábie původně aplikován na část území jižně od Horní Trajanské zdi, tedy na zemi o něco větší než moderní Bujak a vlivem kartografů byla označena i východní část Moldávie. To potvrzují i další historické údaje, podle kterých je název Besarábie etnonymem odvozeným od lidu Bessa (valachy), který v této oblasti žil společně s Gety a také sem přivezenými arabskými otroky.

## Dějiny
V letech 1812–1873 byla Besarábie oblastí, 1873–1917 gubernií Ruského impéria. V 1. polovině 19. století se do Besarábie přistěhovalo cca 70 tisíc Bulharů. Od 27. března 1918 až do roku 1940 patřila Rumunsku; poté byla stejně jako Severní Bukovina obsazena sovětskými vojsky a rozdělena na tři části: severní část se stala v rámci Ukrajinské SSR součástí Černovické oblasti, střed se stal součástí nově zřízené Moldavské SSR, jižní část území (Budžak) se v rámci Ukrajinské SSR stala Izmajilskou oblastí, která se 15. února 1954 stala součástí Oděské oblasti.

## Kroj
Národní kroj prostého lidu Besarábie byl podobný ukrajinskému. Košile vyšívaná s páskem, (halenky s rozparkovanými rukávy a někdy bez rozparku), široké a úzké kalhoty, holínky, vycházkové boty, šedá čepice.